# فرودگاه بین‌المللی ماتکانا
فرودگاه بین‌المللی ماتکانا (به انگلیسی: Matecaña International Airport) (به زبان بومی: Aeropuerto Internacional Matecaña) یک فرودگاه همگانی بهره‌برداری هوایی با کد یاتا PEI است که یک باند فرود آسفالت دارد و طول باند آن ۲٫۰۲ متر است. این فرودگاه در کشور کلمبیا قرار دارد و در ارتفاع ۱٫۳۴۶ متری از سطح دریا واقع شده‌است.